# Jørgen Fuiren
Jørgen (Georg) Fuiren, född 1581, död 1628, var en dansk botaniker.
Fuiren blev medicine doktor i Basel 1606, senare läkare i Köpenhamn, och bereste på Kristian IV:s befallning Jylland för att där insamla sällsynta växter och 1622 i samma syfte, tillsammans med Otto Sperling Skåne, Halland, Blekinge och Gotland. De under de sistnämnda resorna upprättade växtförteckningarna, de första rörande södra Sveriges flora, offentliggjordes 1662 av Thomas Bartholin.